# Isidre Nonell i Monturiol
Isidre Nonell i Monturiol   (Barcelona, 30 de novembre de 1872 - Barcelona, 21 de febrer de 1911) fou un pintor i dibuixant català, considerat com un dels més destacats de principis del segle xx i una figura bàsica del postmodernisme català amb una obstinació per pintar temes que no estaven de moda en el seu temps.

## Biografia

### Joventut

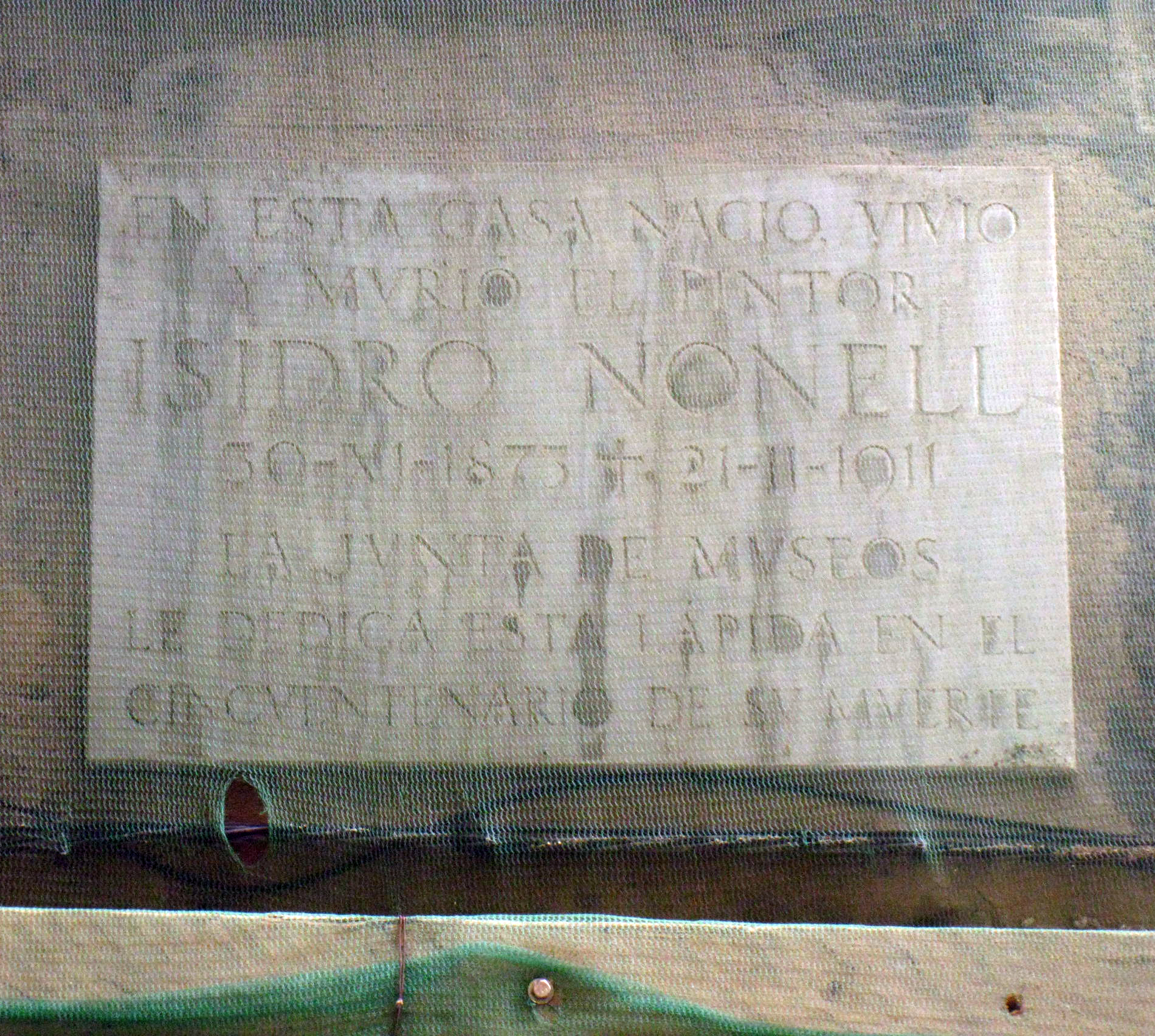
Placa commemorativa del 50è aniversari de la mort del pintor Isidre Nonell (desapareguda)

Va néixer a Barcelona el 30 de novembre del 1872. Els pares, Isidre Nonell i Torrents, d'Arenys de Mar, i Àngela Monturiol i Francàs, de Barcelona, tenien una petita però pròspera fàbrica de pastes de sopa a la seva casa del carrer de Sant Pere Més Baix, 50 de Barcelona (vegeu casa-fàbrica Fontserè).
Amic de Joaquim Mir i Trinxet a l'escola del barri, va articular la seva vocació d'artista des de molt jove. Encara que el pare hagués volgut que el seu fill entrés al negoci familiar, li van donar suport perquè pogués viure sense problemes existencials malgrat que la seva pintura no li va donar ingressos substancials fins poc abans de la seva mort.

### Educació artística
Va demostrar inclinació pel dibuix, i entre 1884 i 1892 va rebre una primera formació artística sota el guiatge dels pintors Josep Mirabent i Gabriel Martínez Altés; hi coincideix amb Xavier Nogués i practica el seu talent pel dibuix de caricatures, i finalment Lluís Graner. Sembla que aquí és on desenvolupà l'interès pel tema dels marginats, ja Graner també treballava amb gent del carrer i amb captaires com a models. D'aquest temps, data el seu primer quadre conegut, anomenat El pati, desaparegut durant la Guerra civil.
El 1891, presentà per primera vegada una obra seva en públic en la Primera Exposició General de Belles Arts de Barcelona, on exhibí una pintura amb el títol Interior, de la qual només se sap que fou un quadre d'oli d'uns 69 x 55 cm, en venda per 260 pessetes.
Els cursos 1893–1894 i 1894–1895, assistí amb Mir a l'Escola de Belles Arts de Barcelona, on conegué Ricard Canals, Ramon Pichot, Juli Vallmitjana, Adrià Gual i Joaquim Sunyer, companys d'aula i amics amb qui va compartir les mateixes inquietuds artístiques: la pintura de paisatge i la preocupació pels efectes lumínics i atmosfèrics. Plegats, organitzaven excursions pictòriques per l'extraradi barceloní i feien una pintura en un llenguatge semiimpressionista, sovint de tons càlids, per la qual cosa el grup va rebre la denominació de la colla del Safrà, o bé de Sant Martí, ja que acostumaven a pintar, amb preferència, els paisatges d'aquest municipi limítrof amb Barcelona.
L'any 1894, Nonell s'estrenà a l diari La Vanguardia com a il·lustrador, i fins a l'any 1904, iniciaria un període de col·laboracions en diverses revistes i publicacions (sobretot de caràcter artístic o satíric) com L'Esquella de la Torratxa, Barcelona Cómica, Pèl & Ploma, Forma, Quatre Gats o Papitu.
L'estiu del 1896, Nonell, Canals i Vallmitjana anaren a Caldes de Boí per a treballar al balneari que la família de Vallmitjana hi regentava, però també a pintar i dibuixar durant les estones de lleure. Més que la bellesa del paisatge, el que impressionà fortament Nonell va ser la gran quantitat de persones que vivia en aquella vall del Pirineu afectades de cretinisme, una malaltia de tipus glandular que provoca retards en el desenvolupament tant físic com mental. El pintor prengué apunts d'aquells personatges infradesenvolupats i grotescos i, després, a la seva tornada a Barcelona, i més tard a París, realitzà tota una sèrie de composicions més elaborades sobre aquest mateix tema.
L'estada a Boí marcà en l'obra de Nonell el final d'una etapa fonamentalment paisatgística i l'inici d'una nova etapa centrada sobretot en la figura humana i en els més desfavorits i marginats socials. Els nombrosos dibuixos que Nonell realitzaria a partir d'aleshotes, en alguns dels quals adoptà un personalíssim i molt original procediment tècnic anomenat fregit, tindrien com a principals protagonistes pobres demanant caritat, ancians desvalguts, gitanos, soldats ferits i repatriats de la Guerra de Cuba, entre d'altres.

### Estades a París
Entre els anys 1897 i 1900, Nonell va fer dues llargues estades a París de més d'un any i mig cadascuna, durant les quals prengué contacte amb la pintura francesa més moderna. Així ho declarava en unes cartes enviades al crític d'art Raimon Casellas, en què expressava la seva admiració pels pintors impressionistes, la petjada dels quals —juntament amb la dels postimpressionistes Van Gogh o Toulouse-Lautrec— es feia evident en la seva escassa producció pictòrica d'aquest període. Posteriorment, el 1907, exposaria la seva obra Estudi al Salon des Indépendants. A París, Nonell començà a reproduir el tema de les gitanes cap al 1898, i en aquell any va exposar vuit dibuixos d'aquesta temàtica al Salon des Beaux-Arts.

### Tornada a Barcelona
A la seva tornada a Barcelona, Nonell inicià la seva famosa sèrie de gitanes que mostrà a la Sala Parés (lavors l'única sala d'exposicions de Barcelona) en dues exposicions, el 1902 i 1903, amb un llenguatge absolutament nou i provocador per al públic i per a la crítica artística més conservadora. Casellas, que fins aleshores li havia donat suport, rebutjà ara totalment la nova orientació de la seva pintura, cap a un profund miserabilisme. Aquest gran fracàs de crítica i públic li prohibí exposar-hi, i malgrat l'hostilitat del públic i dels crítics d'art, Nonell continua pintant gitanes, la majoria de les quals en actituds d'absoluta tristesa i abatiment i en una paleta de colors molt fosca i sense folklore.
Entre 1906 i 1907, l'obra de Nonell va fer un gir cap a un cromatisme més clar i lluminós, al mateix temps que incorporava models d'ètnia blanca, en actituds més plàcides i amables, que anirien substituint progressivament les seves melancòliques gitanes. L'any 1908, reprengué la seva faceta com a il·lustrador i començà a col·laborar amb la revista satírica Papitu, fundada aquell mateix any per Feliu Elias. Hi publicà un total de 42 dibuixos magnífics, alguns dels quals va signar amb els pseudònims bíblics de Noè i Josuè, que foren molt aplaudits i que representen la compensació a la indiferència general del públic cap a la seva obra pictòrica.
El gener del 1910, Nonell va realitzar una important exposició individual a les galeries del Faianç Català de Barcelona, una mostra que va suposar el seu primer gran èxit i el reconeixement definitiu de la crítica i d'una part important del públic. Es tractava d'una exposició retrospectiva en la qual s'hi van reunir més de 130 olis a part de dibuixos, realitzats al llarg de quasi una dècada, des de l'any 1900. A partir d'aquest triomf, l'obra de Nonell experimenta un important gir temàtic. Sense abandonar del tot les seves figures, començà a pintar bodegons, d'una gran austeritat compositiva i d'extraordinària riquesa cromàtica.
Morí prematurament el 21 de febrer del 1911, a l'edat de 38 anys, víctima de tifus.

### Obres sobre el pintor i la seva obra
El 1902, Eugeni d'Ors publicà en Pèl & Ploma una narració tenebrosa amb el títol La fi de l'Isidre Nonell.
La vida del pintor ha estat recreada a través d'una biografia fílmica per Joan Olivé i Vagué. També és un dels protagonistes de la pel·lícula La dona del segle (2019), dirigida per Sílvia Quer amb un guió basat en la novel·la homònima de Margarita Melgar.
L'any 2023 es va publicar el títol Nonell. Catàleg raonat de pintura, de l'autora Glòria Escala (Edicions del Molí de Dalt).

## Obres
La pintura de Nonell és una superació personal de l'impressionisme, que ell encaminà cap a un expressionisme de creació pròpia i que es manifesta igualment en els seus extraordinaris dibuixos. Actualment, a Catalunya, se'n poden trobar obres al MNAC, a la Biblioteca Museu Víctor Balaguer i al Museu Abelló de Mollet del Vallès (vegeu Llistat d'obres d'Isidre Nonell).

## Premis i reconeixements
- 1896 – Tercera Exposició de Belles Arts de Barcelona – Menció honorífica.[11]